# Rennes Atalante
Pour les articles homonymes, voir Atalante (homonymie).
Rennes Atalante est une technopole qui regroupe l'ensemble des acteurs technologiques et scientifiques (entreprises de haute technologie, laboratoires privés, universités…) de l'agglomération de Rennes et de Saint-Malo et plus largement, du département français d'Ille-et-Vilaine en région Bretagne.

## Historique

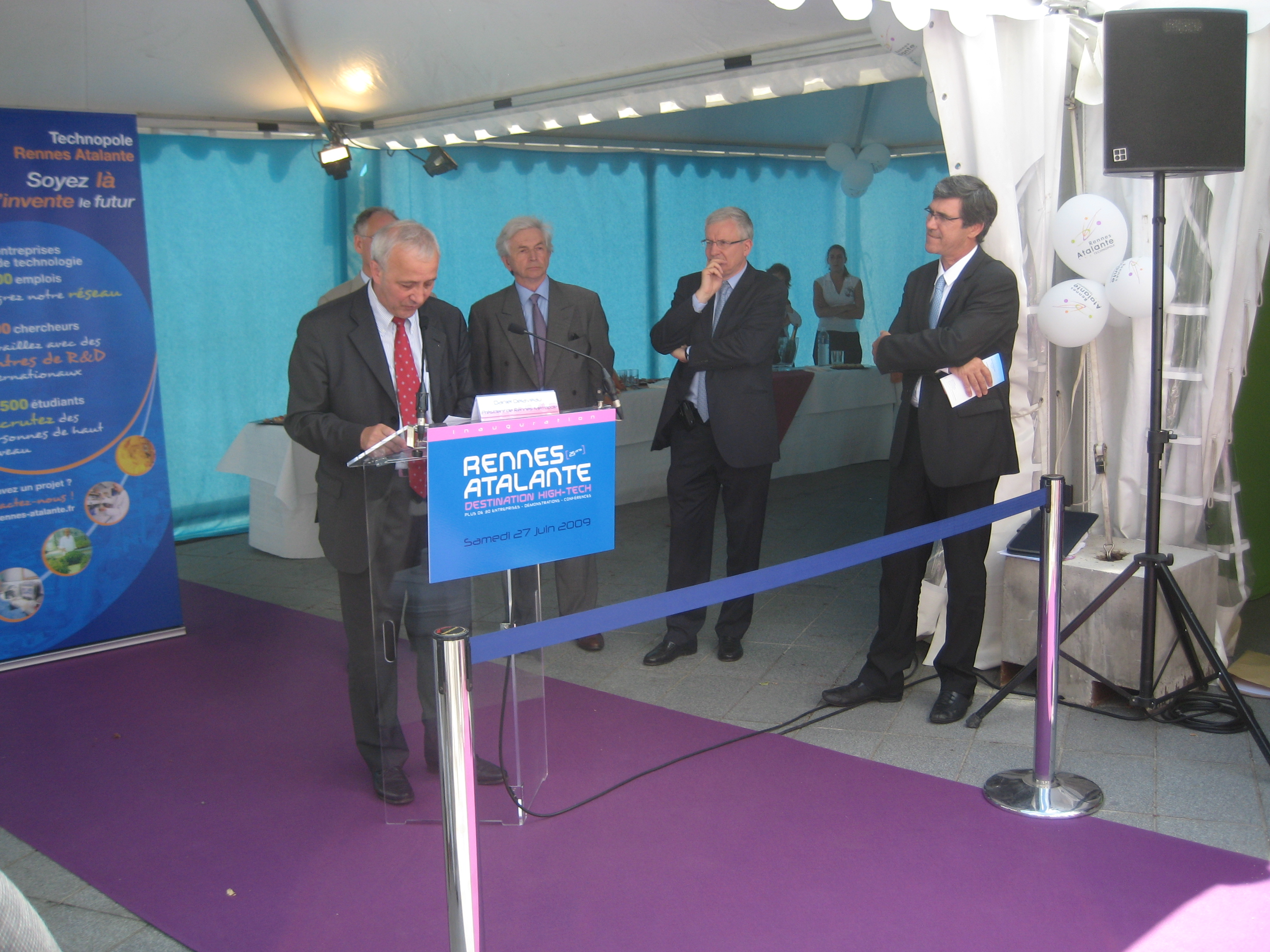
Discours de Daniel Delaveau sur l'esplanade des Champs libres, le 27 juin 2009, lors des 25 ans de Rennes Atalante.

- 1983 : la création de la technopole est annoncée à Rennes par le Premier ministre Pierre Mauroy.
- 1984 : création par Rennes District de la Technopole et de l'association qui la coordonne, avec le lancement du site Rennes Atalante Beaulieu.
- 1989 : ouverture du site Rennes Atalante Villejean.
- 1995 : démarrage du site Rennes Atalante Champeaux.
- 1999 : aménagement de l’extension du site Rennes Atalante Beaulieu sur Saint-Sulpice.
- 2005 : le site Atalante Saint-Malo est créé.
- 2006 : intégration du site Rennes Atalante Ker Lann (Bruz) et aménagement de l’extension du site Rennes Atalante Beaulieu sur les Champs Blancs.

## Présentation
Créée en 1984 par Rennes Métropole, la technopole porte le même nom que l'association, qui a pour mission de contribuer au développement économique par l’innovation avec :
- l’appui à la création et au développement d’entreprises innovantes ;
- l’animation d’un réseau d’acteurs de l’innovation technologique en Ille-et-Vilaine ;
- l’aide à l’expérimentation ;
- le marketing territorial de la technopole Rennes Atalante en France et à l’étranger.

Elle est financée majoritairement par les collectivités : Rennes Métropole, le conseil départemental d’Ille-et-Vilaine, le conseil régional de Bretagne, Saint-Malo Agglomération, la CCI Saint-Malo Fougères, Fougères Communauté, mais aussi par les entreprises. Elle fédère près de 300 adhérents dont 80 % d’entreprises de technologies et 12 % d’établissements d’enseignement supérieur et de recherche en Ille-et-Vilaine.
La technopole se déploie sur cinq sites situés à proximité des campus universitaires et accueillant plus de la moitié des adhérents de la technopole. Ces sites contribuent plus particulièrement à la synergie entre industriels et scientifiques. Le site principal est situé à l'est de Rennes, à Rennes Atalante Beaulieu. Les autres sites sont Rennes Atalante Villejean, Rennes Atalante Champeaux et Rennes Atalante Ker-Lann (Bruz) et Atalante Saint-Malo, situé à Saint-Malo.
En octobre 2015, Rennes Atalante totalisait 337 entreprises, 18 277 emplois privés, et près de 5 000 chercheurs. Orange, Capgemini, Technicolor SA ou Thales Microelectronics forment les plus gros employeurs mais le marché de l'emploi est aussi dynamisé par les startups, les PME et les ETI (Delta Dore, Regionsjob, Niji, Digitaleo, Atos, Neo-Soft, Kerlink, Envivio, Thomson Video Network, Canon, Enensys Technologies (en), KelBillet-Gopili…).
Elle est membre de trois réseaux de technopoles : l'association 7 Technopoles de Bretagne, qui rassemble les sept technopoles du réseau breton, le réseau Retis composé des acteurs et territoires de l'innovation en France et de l'International Association of Science Parks (IASP), l'association mondiale et indépendante qui regroupe les parcs scientifiques et technologiques et les incubateurs d'entreprises innovantes.
Le nom de la technopole fait référence à l'héroïne Atalante, de la mythologie grecque. Le restaurant d'entreprise du site de Beaulieu porte le nom de Calydon, en référence au sanglier de Calydon, chassé par Atalante.

## Principaux acteurs

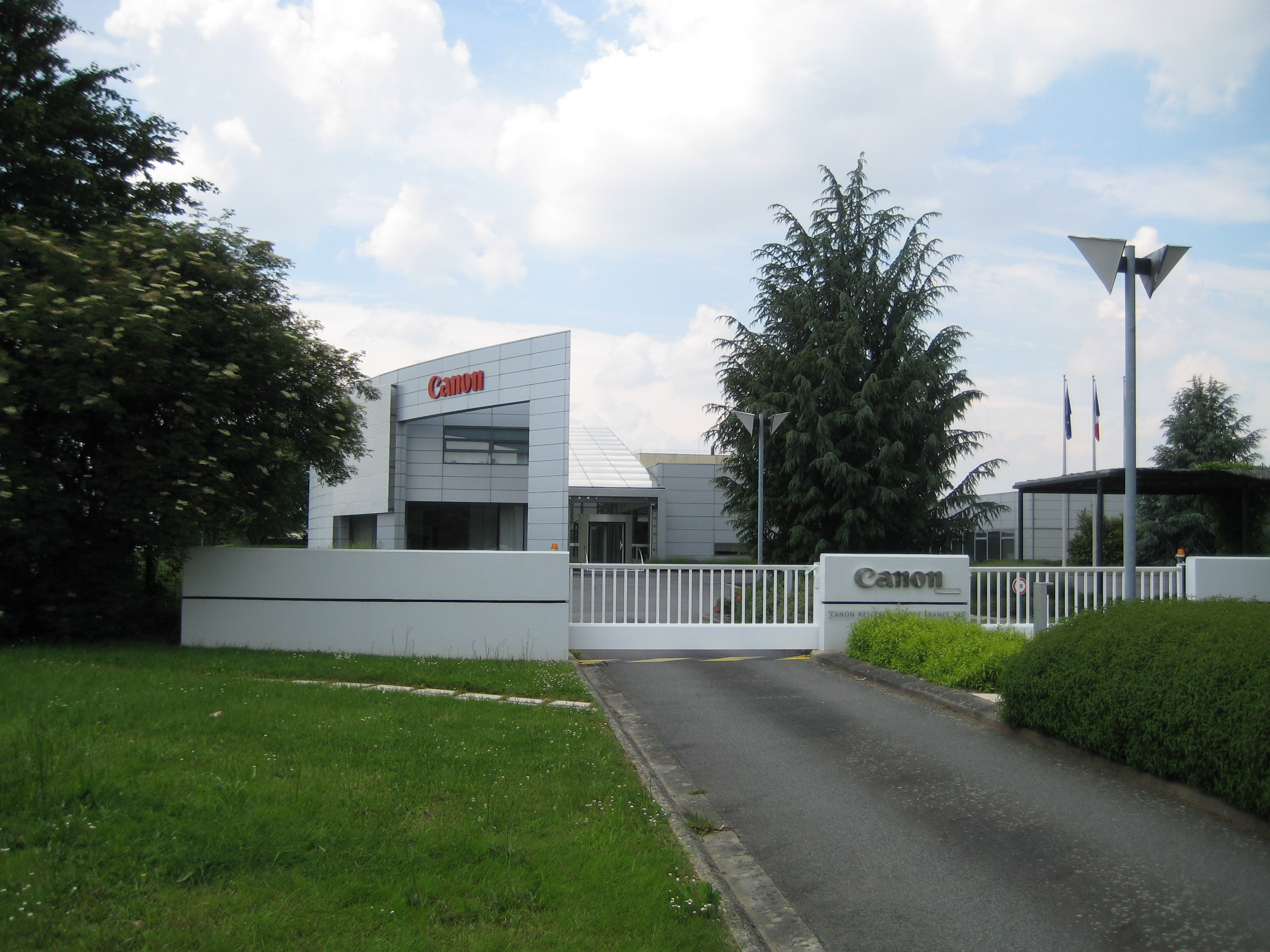
Canon Research France, présent dans la technopole.

Le site de Beaulieu regroupe un grand nombre de laboratoires de recherche académiques publics et privés, et industriels, sur un terrain de 170 hectares.
Parmi les organismes de recherche on compte l'université de Rennes 1, l'École supérieure d’ingénieurs de Rennes (ESIR), l'École normale supérieure de Rennes (ex-antenne de Bretagne de l'ENS Cachan), l'IETR, l'IRISA, l'Institut national des sciences appliquées de Rennes (INSA Rennes), IMT Atlantique (ex- Télécom Bretagne), CentraleSupélec, l'École nationale supérieure de chimie de Rennes (ENSCR) et l'École supérieure et d'application des transmissions (ESAT).
Les principaux laboratoires de recherche industriels sont Orange, Thomson (aujourd'hui partagé entre Thales, Technicolor et Thomson Video Networks (en)), TDF, Canon CRF, Mitsubishi Electric, Motorola, Philips, Transpac, Schneider Electric, Texas Instruments… 
De nombreuses SSII se sont installées dans le sillage des grands groupes, pour monter une forte activité de conseil et de développement. Capgemini, Alten, CGI, Atos Origin comptent parmi les plus importantes.
Le site possède un musée, le musée des Transmissions, consacré à l'histoire des télécommunications et du chiffrement. Il abrite aussi des réalisations technologiques de la technopole. Divers organismes d'accompagnement sont aussi regroupés sur le site de Beaulieu, comme le groupe Oséo (ex-ANVAR), l'INPI, la Direction régionale de l'Industrie, de la Recherche et de l'Environnement  (DRIRE Bretagne).
Bien qu'en dehors du site de Beaulieu, la DGA Maîtrise de l'information et l'Antenne de Bretagne de l'École normale supérieure de Cachan (ENS Cachan) jouent aussi un rôle important dans le développement de la technopole.

## Domaines d'activités
La technopole regroupe majoritairement des activités dans le domaine du numérique, mais aussi l'agroalimentaire, l'environnement, la santé, la productique et la valorisation des ressources marines.

### Numérique

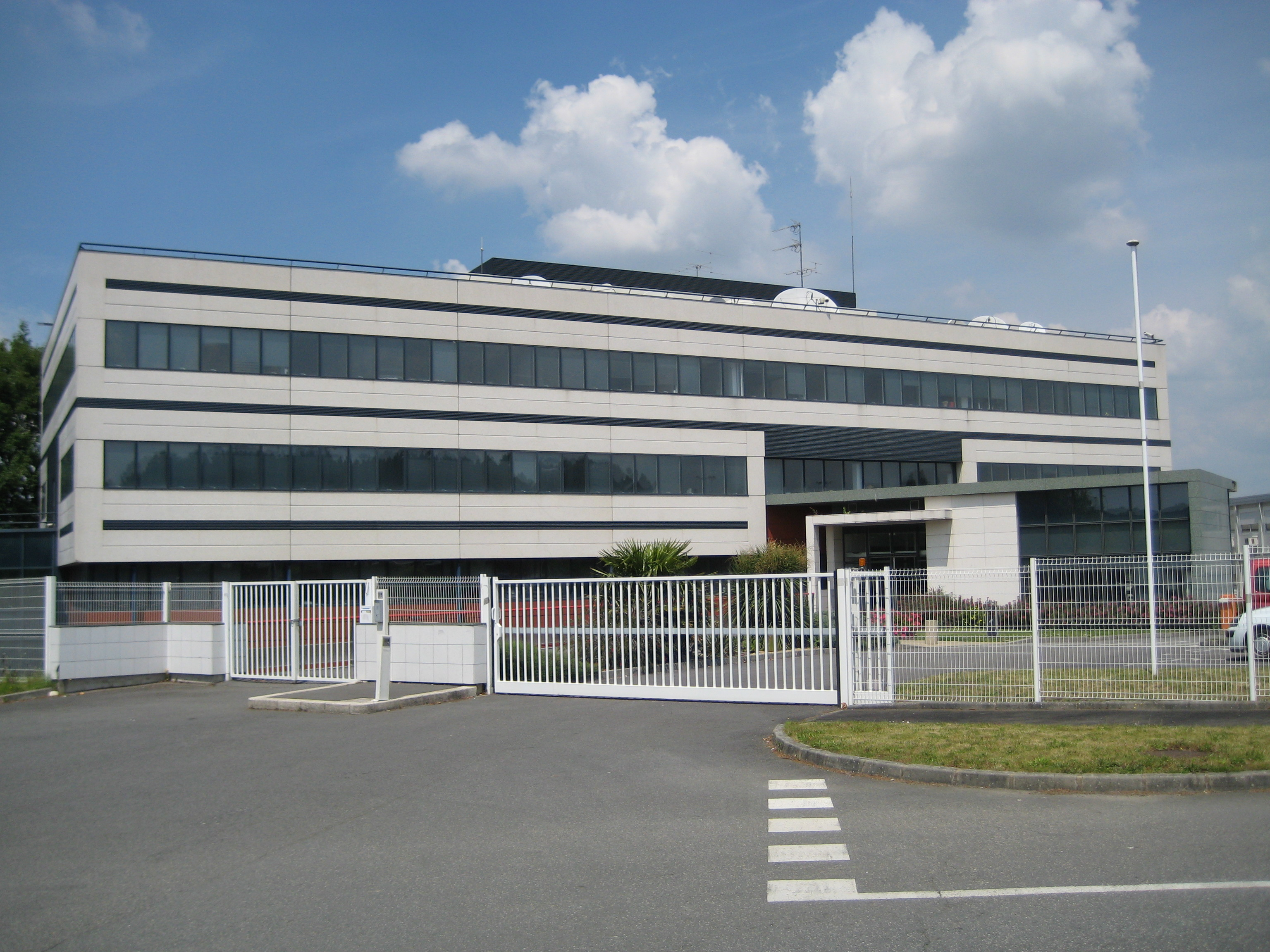
Thomson R & D, Cesson-Sévigné.

L'image numérique est une très forte composante de Rennes Atalante. c'est la filière la plus représentée sur la technopole (72 % des entreprises et 85 % des emplois). Les domaines sont variés : image, 3D, réalité virtuelle, IoT, big data, sécurité numérique, relation client…
La création d'un pôle de compétitivité à vocation mondiale en Bretagne, Images et Réseaux, est essentiellement due aux compétences présentes dans Rennes Atalante, ainsi que dans la technopole Brest Iroise. Cet écosystème a également permis à Rennes et Saint-Malo d'obtenir, fin 2014, le label national French Tech.
Des activités majeures en compression d'images et en compression vidéo sont présentes depuis les années 1980, majoritairement autour des activités en recherche fondamentales de l'IRISA, et plus récemment, et dans une moindre mesure, de l'INSA Rennes et de l'IETR. Les centres de recherches de Thomson Video Networks et de Orange Labs sont aussi très impliqués dans cette thématique. 
Un autre pôle important est l'imagerie médicale, développé par l'IRISA, l'INSERM, le LTSI, ainsi que des entreprises comme ETIAM.
De nombreuses multinationales du domaine du numérique ont installé des centres de recherche et développement dans la région de Rennes comme Canon, Dassault Systèmes Google, Guillemot corporation, Mitsubishi Electric, Nextguard Labs, Orange Labs, OVH, Silicon Laboratories, ST-Microelectronics ou Technicolor. Elles sont accompagnées de jeunes start-up et PME innovantes dont Amossys, Artefacto, Ariadnext, Ariase, Asica, Astellia, Aviwest, Broadpeak, Delta Dore, Digitaleo, Dynamixyz, Enensys Technologies, Envivio, Etiam, Golaem, Kerlink, Médiaveille, Medria Technologies, Niji, Regards, RegionsJob, Siradel, Synergiz, Syrlinks, Teamcast, Ubiscale.
Enfin, le territoire regroupe des entreprises de services du numérique telles que Alten, Altran, Atos, Ausy, Capgemini, GFI Informatique, Orange Applications for Business, Ipsis, CGI, Neo-Soft, Open, Orange Business Services, Proservia, Scalian, SII, Sogeti ou Sopra-Steria.
Pour ce qui est de la recherche publique, Rennes Atalante compte plusieurs acteurs majeurs dans le domaine : L'Inria Rennes Bretagne Atlantique, qui concentre ses recherches sur les systèmes distribués à grande échelle et l'internet du futur, sur le logiciel fiable et performant, sur l'imagerie et ses applications, les données, connaissances et interaction, et l'IETR, qui axe ses recherches sur la conception de nouveaux systèmes de communication, les antennes, la microélectronique, les systèmes de propagation-radar, les interactions ondes-vivant, les problématiques liées aux images embarquées et à la télédétection.
L'Institut de recherche technologique b-com (IRT b<>com) est également un acteur clé de la recherche publique dans la technopole puisqu'il innove dans les domaines de l'image, des réseaux fixes et mobiles ultra haut débit et de la médecine du futur en s'associant avec des partenaires publics et privés.
À Rennes, moins de 1 500 personnes sont diplômées chaque année en électronique et numérique et constituent un vivier d’ingénieurs, de chercheurs et de doctorants pour les entreprises et laboratoires de la région. C'est sur le site Rennes Atalante Beaulieu que sont majoritairement regroupés ces entreprises, centres de recherche et d'enseignement liés aux technologies de l'information et de la communication.

### Sécurité informatique

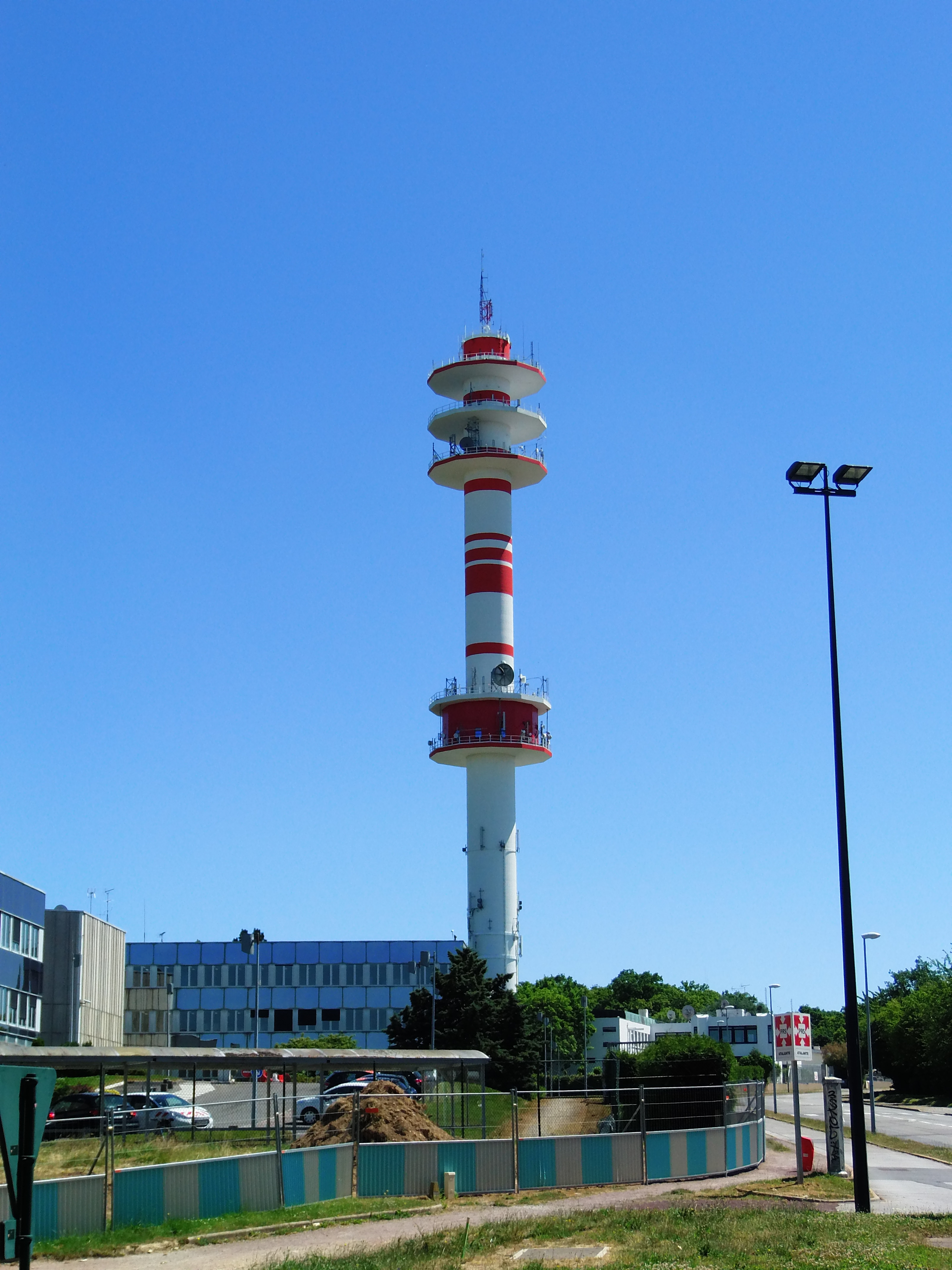
La tour TDF, symbole des télécommunications.

Il existe une compétence en sécurité des systèmes d'information sur la technopole, autour de la DGA Maîtrise de l'information (DGA-MI), de l'École des transmissions (ESAT), de l'IMT Atlantique (ex-Télécom Bretagne), de l'IRISA, CentraleSupélec (spécialisation Cybersécurité pour les élèves-ingénieurs et le Mastère Spécialisé Cybersécurité pour les étudiants post-master) et de l'École nationale supérieure d'ingénieurs de Bretagne Sud (ENSIBS), formation par alternance en cyberdéfense.
Le Symposium sur la sécurité des technologies de l'information et des communications se tient tous les printemps à Rennes au sein de la technopole.
La conférence C&ESAR se tient tous les hivers à Rennes.
De nombreux séminaires et événements liés à la sécurité ont lieu tout au long de l'année au sein de la technopole.

### Agroalimentaire
L'industrie agroalimentaire tient une grande importance en Ille-et-Vilaine. L’agriculture est basée principalement sur l'élevage (viandes et lait). L’Ille-et-Vilaine est en effet le premier département laitier de France. 
Les activités dans le domaine de la nutrition santé sont également développées par de nombreuses entreprises telles que Codif International, Triballat Soja Sun, Lactalis Nutrition Santé, Valorex, Compagnie des Pêches Saint-Malo Santé…
Le département regroupe également des entreprises fournisseurs de produits et de services à valeur ajoutée importante pour le secteur industriel agroalimentaire. Leurs préoccupations vont de la sécurité alimentaire, de la traçabilité, de la qualité des produits au respect de l'environnement. 
Ces entreprises développent des services de R&D en biotechnologie alimentaire, des outils de diagnostic ultra-rapides, du matériel de Microbiologie industrielle mais aussi des outils d'évaluation de produits alimentaires.
Les thématiques liées aux productions agricoles, animales et végétales, à leur transformation, à la sécurité alimentaire, à la génomique et aux biotechnologies sont au cœur de la recherche et du transfert de connaissances. Ces formations et équipes de recherche représentent à Rennes un réseau de 900 chercheurs et enseignants-chercheurs. Les étudiants de ce domaine sont formés dans des établissements d'enseignement supérieur, et notamment au sein d'Agrocampus Ouest ou de l'ENSCR et l'EHESP.
Le site technopolitain Rennes Atalante Champeaux accueille le pôle agroalimentaire et environnement.

### Santé

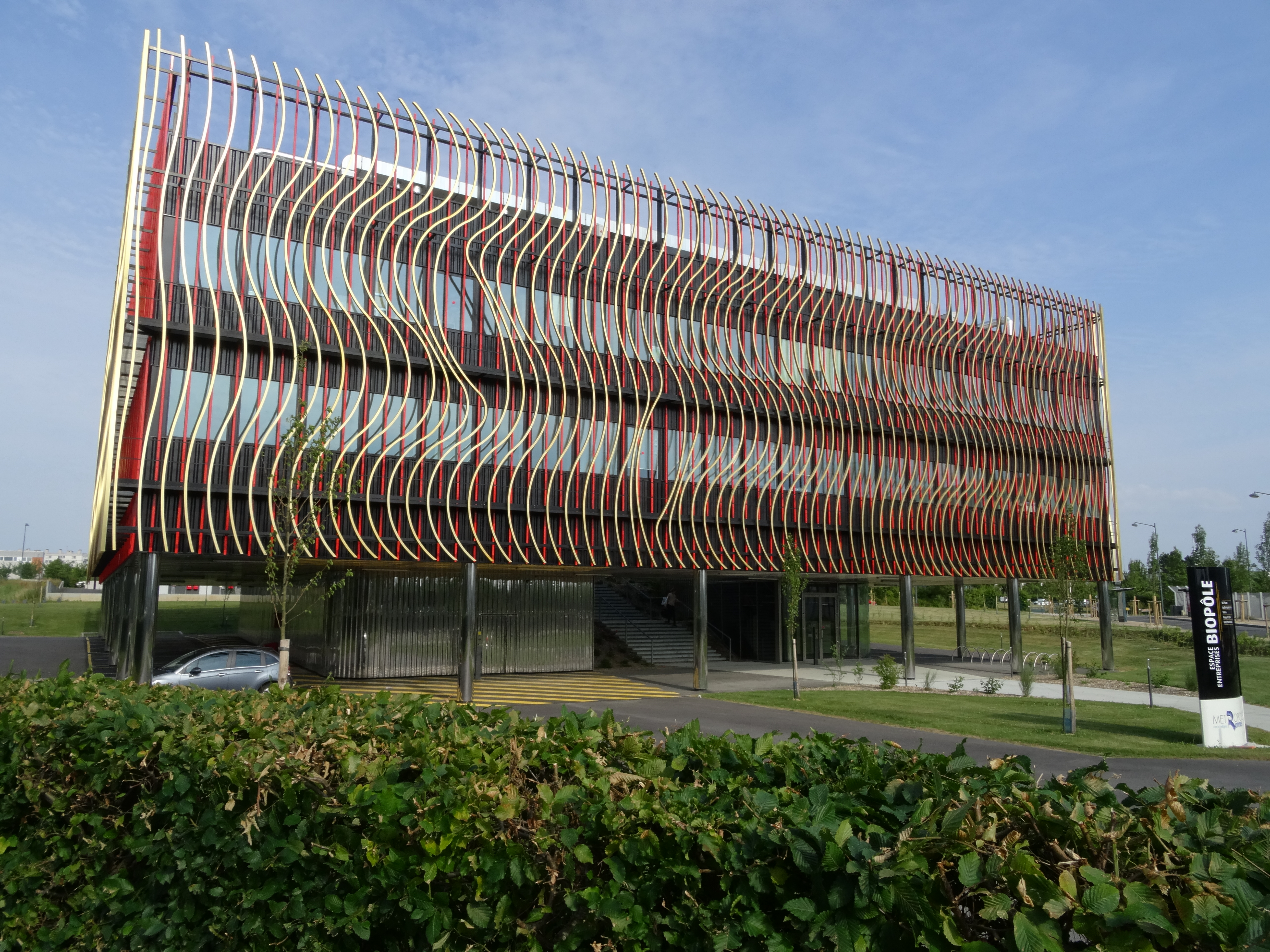
Le Biopole de Rennes Atalante Champeaux.

## Présidence
- 2007-2016 : Claude Labit
- 2016 : Gaëlle Andro